# Parathuramminina
Parathuramminina es un suborden de foraminíferos (clase Foraminiferea, o Foraminifera), cuyos taxones han sido tradicionalmente incluidos en el suborden Fusulinina del orden Foraminiferida, o bien en el orden Fusulinida de la clase Foraminifera. Su rango cronoestratigráfico abarca desde el Silúrico superior hasta la Djulfiense (Pérmico superior).

## Discusión
Algunas clasificaciones más recientes incluyen Parathuramminina en el suborden Parathuramminina, del orden Parathuramminida, de la subclase Afusulinina y de la clase Fusulinata.

## Clasificación
Parathuramminina incluye a las siguientes superfamilias:
- Superfamilia Irregularinoidea
- Superfamilia Parathuramminoidea